# Alfred Henry Hook
Alfred Henry Hook (Churcham, 6 agosto 1850 – Gloucester, 12 marzo 1905) è stato un militare britannico, premiato con la Victoria Cross.

## Biografia
Nativo del villaggio di Churcham, si arruolò nell'esercito britannico a Monmouth nel 1877 e venne inviato a combattere in Sudafrica nelle guerre di Frontiera del Capo. Successivamente partecipò anche alla guerra anglo-zulu, venendo stanziato alla missione di Rorke's Drift come cuoco della guarnigione.
Dopo la sconfitta inglese alla battaglia di Isandlwana l'apparentemente tranquillo avamposto venne quindi attaccato dall'esercito zulu, e nella disperata difesa che ne conseguì Hook fu tra i difensori che più di distinsero. Messo di guardia nell'ospedale della guarnigione, si trovò isolato in una stanza e per molte ore fu circondato dai nemici, riuscendo infine ad aprirsi un varco attraverso le pareti e trasportando in salvo alcuni dei malati ricoverati nella struttura e altrimenti spacciati. Durante la battaglia ricevette una ferita allo scalpo da un colpo di zagaglia che non si rimarginò mai del tutto, dandogli dolori e fastidi costanti.
Per il suo eroismo ricevette la Victoria Cross, massima onorificenza militare britannica. Riuscì ad essere congedato dall'esercito nel 1880, solo per riarruolarsi quattro anni dopo (probabilmente a causa di una delusione amorosa, essendo la moglie fuggita con un altro uomo credendolo morto in guerra) raggiungendo il grado di sergente. Tornò infine in Inghilterra e si ritirò a Gloucester nel 1904, solo per morire dopo poco tempo di tubercolosi.

## Nella cultura di massa
Nel film Zulu, che rievoca la battaglia di Rorke's Drift, il soldato Henry Hook è interpretato dall'attore James Booth, dimostrandosi uno dei protagonisti della pellicola. A differenza della realtà storica tuttavia, in cui Hook dimostrò sempre una condotta esemplare, nella pellicola è raffigurato come un lavativo riluttante a combattere, in grado di riscattarsi solo di fronte al furioso attacco degli zulu. Nel film inoltre Hook è presentato come un malato dell'ospedale, mentre in realtà era stato solo messo a difesa della struttura.